# ميسون (زاز الغربي)
میسون (بالفارسية: میسون) هي قرية تقع في إيران في قسم زاز الغربي الریفي. يقدر عدد سكانها بـ 25 نسمة .